# Jonthodes nodicollis
Jonthodes nodicollis är en skalbaggsart som beskrevs av Hintz 1919. Jonthodes nodicollis ingår i släktet Jonthodes och familjen långhorningar. Inga underarter finns listade i Catalogue of Life.